# Lista de turnês de Slash
Essa é a lista das turnês realizadas pelo guitarrista Slash em sua carreira solo atual.
A Slash 2010–11 World Tour foi a primeira turnê solo, realizada entre 30 de maio de 2010 e 31 de julho de 2011 para promover o primeiro álbum solo dele, Slash, lançado em 31 de março de 2010; Slash teve uma banda fixa durante a turnê, com o cantor Myles Kennedy, da banda Alter Bridge, como vocalista, tendo recebido diversos convidados como Fergie, Alice Cooper e Andrew Stockdale em diferentes canções.
Antes da turnê propriamente dita, Slash realizou vários shows especiais; em maio ele iniciou uma turnê européia com datas próprias e várias participações em grandes festivais de rock como o Rock am Ring na Alemanha e o Download na Inglaterra. Slash também fez turnês na Ásia e Oceania, e passou duas vezes na América do Norte, uma como atração principal e outra como ato de abertura para Ozzy Osbourne. Entre março e abril de 2011 Slash realizou seus shows na América Latina, e os organizadores confirmaram lotação total em todas as datas, que contou com três shows no Brasil, mas um show em Porto Rico teve de ser cancelado para manutenções no local do show. A última parte da turnê foi realizada na Europa, com shows em festivais, incluindo o Super Bock Super Rock de Lisboa, Portugal, além de Slash ter realizado um show especial em sua cidade natal, Stoke-on-Trent, na Inglaterra, seguido de vários shows no Reino Unido.
A setlist dos shows foi variada incluindo canções da discografia dos mais diferentes trabalhos de Slash, ela centrou o álbum solo do guitarrista, mas contou com músicas das três bandas em que ele se envolveu, Guns N' Roses, Velvet Revolver e Slash's Snakepit, além de vários outros covers.
Em 2012 começou a Apocalyptic Love World Tour, para promover o álbum Apocalyptic Love, lançado em maio daquele ano.

## Slash World Tour (2010-2011)

### Setlist
Canções do seu álbum
- Ghost
- Back from Cali
- Nothing to Say
- Starlight
- By the Sword
- Watch This
- Beautiful Dangerous
- I Hold On
- We're All Gonna Die
- Doctor Alibi
- Sahara

Canções do Guns N' Roses
- Nightrain
- Civil War
- Sweet Child o' Mine
- Paradise City
- Rocket Queen
- My Michelle
- Mr. Brownstone
- Welcome to the Jungle

Canções do Velvet Revolver
- Dirty Little Thing
- Sucker Train Blues
- Slither
- Fall to Pieces
- Do It for the Kids

Canções do Slash's Snakepit
- Mean Bone
- Beggars & Hangers-On
- Sucker Train Blues
- Just Like Anything
- Been There Lately
- Jizz Da Pit

Outros covers
- Godfather Theme (Solo de guitarra)
- Rise Today (do Alter Bridge)
- Communication Breakdown (do Led Zeppelin)
- Are You Ready (do Thin Lizzy)
- Barracuda (da Fergie)
- School's Out (do Alice Cooper)
- Up Around the Bend (do Creedence Clearwater Revival)

### Datas
| Data                                             | Cidade              | País           | Local                              |
| ------------------------------------------------ | ------------------- | -------------- | ---------------------------------- |
| Aquecimento                                      |                     |                |                                    |
| 8 de abril de 2010                               | Los Angeles         | Estados Unidos | Revolver Golden God Awards         |
| 10 de abril de 2010                              | Los Angeles         | Estados Unidos | Teatro Roxy                        |
| 7 de maio de 2010                                | Los Angeles         | Estados Unidos | Show beneficente da MusiCares MAP  |
| 21 de maio de 2010                               | Walker              | Estados Unidos | Northern Lights Casino             |
| 22 de maio de 2010                               | Atlantic City       | Estados Unidos | Borgata Hotel Casino               |
| 23 de maio de 2010                               | Columbus            | Estados Unidos | Rock on the Range                  |
| Europa                                           |                     |                |                                    |
| 30 de maio de 2010                               | Landgraaf           | Países Baixos  | Pinkpop Festival                   |
| 31 de maio de 2010                               | Amsterdam           | Países Baixos  | Paradiso Club                      |
| 2 de junho de 2010                               | Copenhague          | Dinamarca      | Copenhague Live                    |
| 4 de junho de 2010                               | Nürburg             | Alemanha       | Rock Am Ring                       |
| 6 de junho de 2010                               | Nuremberga          | Alemanha       | Rock im Park                       |
| 7 de junho de 2010                               | Berlim              | Alemanha       | Columbiahalle                      |
| 8 de junho de 2010                               | Praga               | Chéquia        | T-Mobile Arena                     |
| 10 de junho de 2010                              | Milão               | Itália         | Ginásio Palalido                   |
| 12 de junho de 2010                              | Nickelsdorf         | Áustria        | Nova Rock Festival                 |
| 13 de junho de 2010                              | Leicestershire      | Inglaterra     | Download Festival                  |
| 15 de junho de 2010                              | Nice                | França         | Estádio Charles-Ehrmann[a]         |
| 16 de junho de 2010                              | Zurique             | Suíça          | X-tra Club                         |
| 18 de junho de 2010                              | Saint-Denis         | França         | Stade de France[a]                 |
| 19 de junho de 2010                              | Clisson             | França         | Hellfest                           |
| 20 de junho de 2010                              | Paris               | França         | Teatro Bataclan                    |
| 22 de junho de 2010                              | Porto               | Portugal       | Coliseu                            |
| 23 de junho de 2010                              | Lisboa              | Portugal       | Coliseu dos Recreios               |
| 25 de junho de 2010                              | Vitoria-Gasteiz     | Espanha        | Azkena Rock Festival               |
| 26 de junho de 2010                              | Dessel              | Bélgica        | Graspop Metal Meeting              |
| 27 de junho de 2010                              | Pilton              | Inglaterra     | Glastonbury Festival               |
| 29 de junho de 2010                              | Dublin              | Irlanda        | Vicar Street                       |
| 30 de junho de 2010                              | Belfast             | Irlanda        | Mandela Hall                       |
| 1 de julho de 2010                               | Edimburgo           | Escócia        | HMV Picture House                  |
| 3 de julho de 2010                               | Manchester          | Inglaterra     | Teatro Apollo                      |
| 4 de julho de 2010                               | Londres             | Inglaterra     | Wireless Festival                  |
| 5 de julho de 2010                               | Esch-sur-Alzette    | Luxemburgo     | Rockhal                            |
| 8 de julho de 2010                               | Kvinesdal           | Noruega        | Norway Rock Festival               |
| 10 de julho de 2010                              | Gevália             | Suécia         | Getaway Rock Festival              |
| 11 de julho de 2010                              | Turku               | Finlândia      | Ruisrock Festival                  |
| 14 de julho de 2010                              | Moscou              | Rússia         | Megasport Arena                    |
| 15 de julho de 2010                              | São Petersburgo     | Rússia         | Gläv Club                          |
| Ásia                                             |                     |                |                                    |
| 29 de julho de 2010                              | Kowloon             | Hong Kong      | AsiaWorld-Expo                     |
| 31 de julho de 2010                              | Surabaya            | Indonésia      | Jatim Expo                         |
| 2 de agosto de 2010                              | Cidade de Singapura | Singapura      | Fort Canning Park                  |
| 3 de agosto de 2010                              | Jacarta             | Indonésia      | Estádio Bung Karno                 |
| 5 de agosto de 2010                              | Kuala Lumpur        | Malásia        | Sunway Park                        |
| 7 de agosto de 2010                              | Osaka               | Japão          | Summer Sonic Festival              |
| 8 de agosto de 2010                              | Tóquio              | Japão          | Summer Sonic Festival              |
| Oceania                                          |                     |                |                                    |
| 11 de agosto de 2010                             | Melbourne           | Austrália      | Festival Hall                      |
| 12 de agosto de 2010                             | Brisbane            | Austrália      | Teatro Tivoli                      |
| 14 de agosto de 2010                             | New Plymouth        | Nova Zelândia  | G-TARanaki Guitar Festival         |
| 15 de agosto de 2010                             | New Plymouth        | Nova Zelândia  | Puke Ariki Arena                   |
| 16 de agosto de 2010                             | Sydney              | Austrália      | Hordern Pavilion                   |
| América do Norte                                 |                     |                |                                    |
| 28 de agosto de 2010                             | Los Angeles         | Estados Unidos | Sunset Strip Music Festival        |
| 29 de agosto de 2010                             | San Francisco       | Estados Unidos | Teatro Warfield                    |
| 31 de agosto de 2010                             | Aspen               | Estados Unidos | Belly Up Aspen                     |
| 1 de setembro de 2010                            | Denver              | Estados Unidos | Teatro Ogden                       |
| 2 de setembro de 2010                            | Kansas City         | Estados Unidos | Voodoo Lounge                      |
| 4 de setembro de 2010                            | Mount Pleasant      | Estados Unidos | Soaring Eagle Casino[b]            |
| 5 de setembro de 2010                            | Milwaukee           | Estados Unidos | Teatro Pabst                       |
| 6 de setembro de 2010                            | Clear Lake          | Estados Unidos | Surf Ballroom                      |
| 8 de setembro de 2010                            | Chicago             | Estados Unidos | Teatro Riviera[b]                  |
| 9 de setembro de 2010                            | Windsor             | Canadá         | Caesars Casino[b]                  |
| 10 de setembro de 2010                           | Toronto             | Canadá         | Guvernment Club[b]                 |
| 11 de setembro de 2010                           | Belleville          | Canadá         | Teatro Empire                      |
| 14 de setembro de 2010                           | Nova Iorque         | Estados Unidos | Terminal 5                         |
| 15 de setembro de 2010                           | Boston              | Estados Unidos | House of Blues                     |
| 18 de setembro de 2010                           | Norfolk             | Estados Unidos | Teatro Norva                       |
| 20 de setembro de 2010                           | Atlanta             | Estados Unidos | Center Stage                       |
| 22 de setembro de 2010                           | Council Bluffs      | Estados Unidos | Harrah's Casino                    |
| 23 de setembro de 2010                           | Medina              | Estados Unidos | Entertainment Center               |
| 24 de setembro de 2010                           | Winnipeg            | Canadá         | Teatro Burton Cummings             |
| 25 de setembro de 2010                           | Saskatoon           | Canadá         | Odeon Events Center                |
| 27 de setembro de 2010                           | Calgary             | Canadá         | Stampede Corral                    |
| 28 de setembro de 2010                           | Edmonton            | Canadá         | Expo Centre                        |
| 30 de setembro de 2010                           | Vancouver           | Canadá         | Commodore Ballroom                 |
| 1 de outubro de 2010                             | Vancouver           | Canadá         | Commodore Ballroom                 |
| 2 de outubro de 2010                             | Seattle             | Estados Unidos | Showbox                            |
| 4 de outubro de 2010                             | Reno                | Estados Unidos | Grand Sierra Resort                |
| 5 de outubro de 2010                             | Los Angeles         | Estados Unidos | House of Blues                     |
| 6 de outubro de 2010                             | Los Angeles         | Estados Unidos | House of Blues                     |
| América do Norte 2 (Abertura para Ozzy Osbourne) |                     |                |                                    |
| 16 de janeiro de 2011                            | Omaha               | Estados Unidos | Qwest Center                       |
| 18 de janeiro de 2011                            | Houston             | Estados Unidos | Toyota Center                      |
| 20 de janeiro de 2011                            | Dallas              | Estados Unidos | American Airlines Center           |
| 21 de janeiro de 2011                            | Wichita             | Estados Unidos | Cotillion Ballroom                 |
| 22 de janeiro de 2011                            | Kansas City         | Estados Unidos | Sprint Center                      |
| 24 de janeiro de 2011                            | San Antonio         | Estados Unidos | AT&T Center                        |
| 25 de janeiro de 2011                            | El Paso             | Estados Unidos | Speaking Rock Entertainment Center |
| 26 de janeiro de 2011                            | Phoenix             | Estados Unidos | Teatro Comerica                    |
| 28 de janeiro de 2011                            | Las Vegas           | Estados Unidos | Mandalay Bay Events Center         |
| 29 de janeiro de 2011                            | Salt Lake City      | Estados Unidos | Depot Hall                         |
| 30 de janeiro de 2011                            | Reno                | Estados Unidos | Events Center                      |
| 1 de fevereiro de 2011                           | Los Angeles         | Estados Unidos | Anfiteatro Gibson                  |
| 3 de fevereiro de 2011                           | San Jose            | Estados Unidos | HP Pavilion                        |
| 4 de fevereiro de 2011                           | Grand Ronde         | Estados Unidos | Spirit Mountain Casino             |
| 5 de fevereiro de 2011                           | Tacoma              | Estados Unidos | Dome                               |
| 8 de fevereiro de 2011                           | Denver              | Estados Unidos | Pepsi Center                       |
| 10 de fevereiro de 2011                          | Tulsa               | Estados Unidos | BOK Center                         |
| 12 de fevereiro de 2011                          | Detroit             | Estados Unidos | The Palace of Auburn Hills         |
| 13 de fevereiro de 2011                          | Chicago             | Estados Unidos | House of Blues                     |
| 14 de fevereiro de 2011                          | Moline              | Estados Unidos | iWireless Center                   |
| 16 de fevereiro de 2011                          | Nashville           | Estados Unidos | Bridgestone Arena                  |
| 17 de fevereiro de 2011                          | Charlotte           | Estados Unidos | Fillmore Club                      |
| 18 de fevereiro de 2011                          | Tampa               | Estados Unidos | St. Pete Times Forum               |
| 20 de fevereiro de 2011                          | Fort Lauderdale     | Estados Unidos | BankAtlantic Center                |
| 22 de fevereiro de 2011                          | Jacksonville        | Estados Unidos | Veterans Memorial Arena            |
| Oceania 2                                        |                     |                |                                    |
| 26 de fevereiro de 2011                          | Brisbane            | Austrália      | Soundwave Festival                 |
| 27 de fevereiro de 2011                          | Sydney              | Austrália      | Soundwave Festival                 |
| 2 de março de 2011                               | Brisbane            | Austrália      | Teatro Tivoli                      |
| 4 de março de 2011                               | Melbourne           | Austrália      | Soundwave Festival                 |
| 5 de março de 2011                               | Adelaide            | Austrália      | Soundwave Festival                 |
| 7 de março de 2011                               | Perth               | Austrália      | Soundwave Festival                 |
| Ásia 2                                           |                     |                |                                    |
| 10 de março de 2011                              | Bangkok             | Tailândia      | Impact Hall                        |
| 12 de março de 2011                              | Cidade de Singapura | Singapura      | Indoor Stadium                     |
| 14 de março de 2011                              | Osaka               | Japão          | Namba Hatch                        |
| 20 de março de 2011                              | Seul                | Coreia do Sul  | Ax-Korea Hall                      |
| 22 de março de 2011                              | Kowloon             | Hong Kong      | Star Hall                          |
| América Latina                                   |                     |                |                                    |
| 26 de março de 2011                              | Cidade do México    | México         | Vive Cuervo Salón                  |
| 27 de março de 2011                              | Cidade do México    | México         | Vive Cuervo Salón                  |
| 28 de março de 2011                              | Cidade do México    | México         | Vive Cuervo Salón                  |
| 31 de março de 2011                              | Caracas             | Venezuela      | Anfiteatro Sambil                  |
| 2 de abril de 2011                               | Bogotá              | Colômbia       | Palácio de los Deportes            |
| 4 de abril de 2011                               | Santiago            | Chile          | Teatro Caupólican                  |
| 6 de abril de 2011                               | Rio de Janeiro      | Brasil         | Vivo Rio                           |
| 7 de abril de 2011                               | São Paulo           | Brasil         | HSBC Hall                          |
| 8 de abril de 2011                               | Curitiba            | Brasil         | Masters Hall                       |
| 10 de abril de 2011                              | Buenos Aires        | Argentina      | Microestadio Argentinos Juniors    |
| 11 de abril de 2011                              | Buenos Aires        | Argentina      | Teatro Colegiales                  |
| 12 de abril de 2011                              | Córdova             | Argentina      | Orfeo Superdomo                    |
| Europa 2                                         |                     |                |                                    |
| 9 de julho de 2011                               | Kinross             | Escócia        | T in the Park                      |
| 10 de julho de 2011                              | Naas                | Irlanda        | Oxegen Festival                    |
| 12 de julho de 2011                              | Paris               | França         | Le Zénith                          |
| 13 de julho de 2011                              | Zurique             | Suíça          | Komplex                            |
| 15 de julho de 2011                              | Madrid              | Espanha        | Sonisphere Festival                |
| 16 de julho de 2011                              | Lisboa              | Portugal       | Super Bock Super Rock              |
| 17 de julho de 2011                              | Bilbau              | Espanha        | Rockstar Live                      |
| 20 de julho de 2011                              | Birmingham          | Inglaterra     | O2 Academy                         |
| 21 de julho de 2011                              | Manchester          | Inglaterra     | Teatro Apollo                      |
| 23 de julho de 2011                              | Londres             | Inglaterra     | High Voltage Festival              |
| 24 de julho de 2011                              | Stoke-on-Trent      | Inglaterra     | Victoria Hall                      |
| 25 de julho de 2011                              | Leeds               | Inglaterra     | O2 Academy                         |
| 28 de julho de 2011                              | Milão               | Itália         | Civic Arena                        |
| 29 de julho de 2011                              | Roma                | Itália         | Ippodroma Delle Capanelle          |
| 31 de julho de 2011                              | Belgrado            | Sérvia         | Beogradska Arena                   |
| Shows cancelados                                 |                     |                |                                    |
| 16 de março de 2011                              | Tóquio              | Japão          | AgeHa Club[c]                      |
| 17 de março de 2011                              | Tóquio              | Japão          | AgeHa Club[c]                      |
| 18 de março de 2011                              | Yokohama            | Japão          | Bay Hall[c]                        |
| 13 de abril de 2011                              | San Juan            | Porto Rico     | Coliseu José Miguel Agrelot[d]     |

Notas:
↑ a Abertura para o AC/DC.
↑ b Abertura para Billy Idol.
↑ c Shows cancelados devido ao terremoto que atingiu a costa japonesa em 11 de março de 2011.
↑ d Show cancelado para manutenções no local.

### Banda
Principal
- Slash - guitarra solo, backing vocals
- Myles Kennedy - vocais, guitarra rítmica
- Bobby Schneck - guitarra rítmica, backing vocals
- Todd Kerns - baixo, backing vocals, vocais em "Doctor Alibi" e "We're All Gonna Die"
- Brent Fitz - bateria, percussão

Participações
- Tony Montana - baixo, backing vocals (Oceania e Ásia 1)
- Andrew Stockdale - vocais em "By the Sword" (10 de abril de 2010; 2 de março de 2011)
- Lemmy - vocais e baixo em "Doctor Alibi" (8 de abril de 2010; 13 de junho de 2010; 6 de outubro de 2010; 11 de março de 2011)
- Fergie - vocais em "Beautiful Dangerous", "Barracuda" e "Paradise City" (8 de agosto de 2010)
- Alice Cooper - vocais em "School's Out" (20 de junho de 2010)
- Michael Monroe - vocais em "We're All Gonna Die" e "Up Around the Bend" (11 de julho de 2010)
- Koshi Inaba - vocais em "Sahara" (8 de agosto de 2010)